# Marignane
Marignane – miejscowość i gmina we Francji, w regionie Prowansja-Alpy-Lazurowe Wybrzeże, w departamencie Delta Rodanu.
Według danych na rok 1990 gminę zamieszkiwało 32 325 osób, a gęstość zaludnienia wynosiła 1396 osób/km² (wśród 963 gmin regionu Prowansja-Alpy-W. Lazurowe Marignane plasuje się na 21. miejscu pod względem liczby ludności, natomiast pod względem powierzchni na miejscu 439.).

## Miasta partnerskie
- Göd